# Christoph Biedermann
Christoph Biedermann (* 30. Januar 1987) ist ein ehemaliger liechtensteinischer Fussballspieler.

## Karriere

### Verein
Biedermann begann seine Laufbahn beim USV Eschen-Mauren. Mit dem USV wurde er in der Saison 2011/12 Liechtensteiner Cupsieger. 2014 wechselte er zum FC Balzers, für den er bis zu seinem Karriereende 2019 aktiv war.

### Nationalmannschaft
Er gab sein Länderspieldebüt in der liechtensteinischen Fussballnationalmannschaft am 22. August 2007 beim 1:3 gegen Nordirland im Rahmen der Qualifikation zur Fussball-Europameisterschaft 2008. Bis 2008 war er insgesamt drei Mal für sein Heimatland im Einsatz.

## Erfolge
USV Eschen-Mauren
- Liechtensteiner Cupsieger: 2012